# Тит Вібій Вар
Тит Вібій Вар (лат. Titus Vibius Varus; ? — після 134) — державний діяч Римської імперії, ординарний консул 134 року.

## Життєпис
Походив з роду нобілів Вібіїв. Син Тита Вібія Вара, консула-суффекта 115 року. Про молоді роки мало відомостей. Був наближеним до імператора Адріана. У 131 році було призначено імператорським легатом—пропретором провінції Кілікія. У 134 році призначений ординарним консулом разом з Луцієм Юлієм Урсом Сервіаном. Подальша доля невідома.

## Родина
Дружина — Клодія
Діти:
- Тит Вібій Клодій Вар, консул 160 року.